# Grau de polimerització

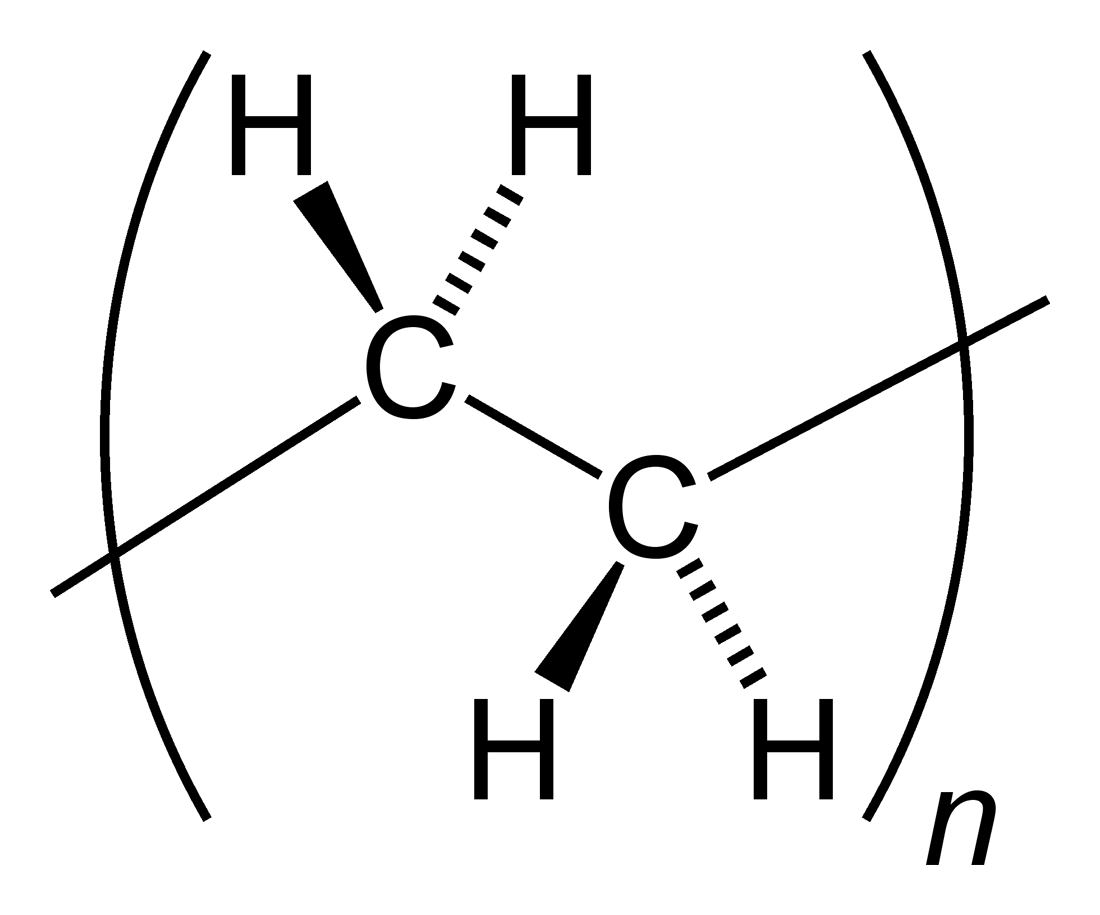
Per convenció, s'indica una sola vegada la unitat monomèrica. Per exempleen el Polietilè

El grau de polimerització, o DP, és el nombre d' unitats monomèriques en una macromolècula o molècula de polímer o oligòmer.

## Descripció
El grau de polimerització (n) indica quantes unitats repetitives es troben en un polímer. Se sol indicar amb una n al final dels claudàtors que indiquen la unitat monomèrica. No és possible indicar en la fórmula tota la cadena, ja que la unitat que es repeteix pot aconseguir valors de l'ordre de milers. Per exemple:
Per a un homopolímer, només hi ha un tipus d'unitat monomèrica i el grau mitjà numèric de polimerització ve donat per {\displaystyle {\overline {DP}}_{n}\equiv {\overline {X}}_{n}={\frac {{\overline {M}}_{n}}{M_{0}}}}, on {\displaystyle {\overline {M}}_{n}} és el pes molecular mitjà en nombre i {\displaystyle M_{0}} és el pes molecular de la unitat monòmera. Les línies superiors indiquen valors mitjans aritmètics. Per a la majoria de propòsits industrials, es desitgen graus de polimerització de milers o desenes de milers. Aquest nombre no reflecteix la variació de la mida de la molècula del polímer que es produeix normalment, només representa el nombre mitjà d'unitats monomèriques.
Alguns autors, però, defineixen DP com el nombre d' unitats repetides, on per als copolímers la unitat repetida pot no ser idèntica a la unitat monomèrica. Per exemple, en el niló-6,6, la unitat de repetició conté les dues unitats monomèriques —NH(CH 2 ) 6 NH— i —OC(CH 2 ) 4 CO—, de manera que una cadena de 1000 unitats monomèriques correspon a 500 repeticions. unitats. El grau de polimerització o longitud de la cadena és aleshores 1000 segons la primera definició (IUPAC), però 500 per la segona.

## Creixement per passos i polimerització en cadena
En la polimerització de creixement gradual, per aconseguir un alt grau de polimerització (i, per tant, pes molecular), {\displaystyle {\overline {X}}_{n}}, cal una gran conversió de monòmers fraccionats, p, segons l'equació de Carothers {\displaystyle {\overline {X}}_{n}={\frac {1}{1-p}}} Per exemple, caldria aconseguir una conversió de monòmers de p = 99%. {\displaystyle {\overline {X}}_{n}=100}.
Tanmateix, per a la polimerització de radicals lliures de creixement en cadena, no s'aplica l'equació de Carothers. En canvi, es formen cadenes llargues des de l'inici de la reacció. Els temps de reacció llargs augmenten el rendiment del polímer, però tenen poc efecte sobre el pes molecular mitjà. El grau de polimerització està relacionat amb la longitud de la cadena cinètica, que és el nombre mitjà de molècules de monòmers polimeritzades per cadena iniciada. Tanmateix, sovint difereix de la longitud de la cadena cinètica per diverses raons:
- la terminació de la cadena es pot produir totalment o parcialment per recombinació de dos radicals de cadena, que duplica el grau de polimerització.[10]
- la transferència de cadena al monòmer inicia una nova macromolècula per a la mateixa cadena cinètica (d'etapes de reacció), corresponent a una disminució del grau de polimerització
- transferència de cadena a dissolvent o a un altre solut (un modificador o regulador també disminueix el grau de polimerització.[11][12]

## Correlació amb propietats físiques

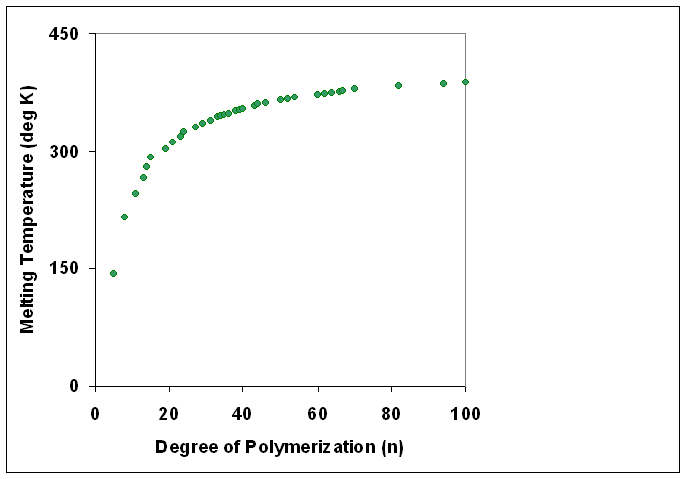
Relació entre el grau de polimerització i la temperatura de fusió del polietilè. Dades de Flory i Vrij (1963).

Els polímers amb la mateixa composició però amb diferents pesos moleculars poden presentar propietats físiques diferents. En general, l'augment del grau de polimerització es correlaciona amb una temperatura de fusió més alta i una resistència mecànica més alta.

## Mitjana numèrica i mitjana de pes
Els polímers sintètics consisteixen invariablement en una barreja d'espècies macromoleculars amb diferents graus de polimerització i, per tant, de diferents pesos moleculars. Hi ha diferents tipus de pes molecular mitjà del polímer, que es poden mesurar en diferents experiments. Els dos més importants són la mitjana numèrica (X n ) i la mitjana de pes (X w ).
El grau mitjà numèric de polimerització és una mitjana ponderada dels graus de polimerització de les espècies de polímers, ponderat per les fraccions molars (o el nombre de molècules) de l'espècie. Normalment es determina mitjançant mesures de la pressió osmòtica del polímer.
El grau mitjà de polimerització en pes és una mitjana ponderada dels graus de polimerització, ponderada per les fraccions de pes (o el pes total de les molècules) de l'espècie. Normalment es determina mitjançant mesures de la dispersió de la llum Rayleigh pel polímer.